# Theo Von

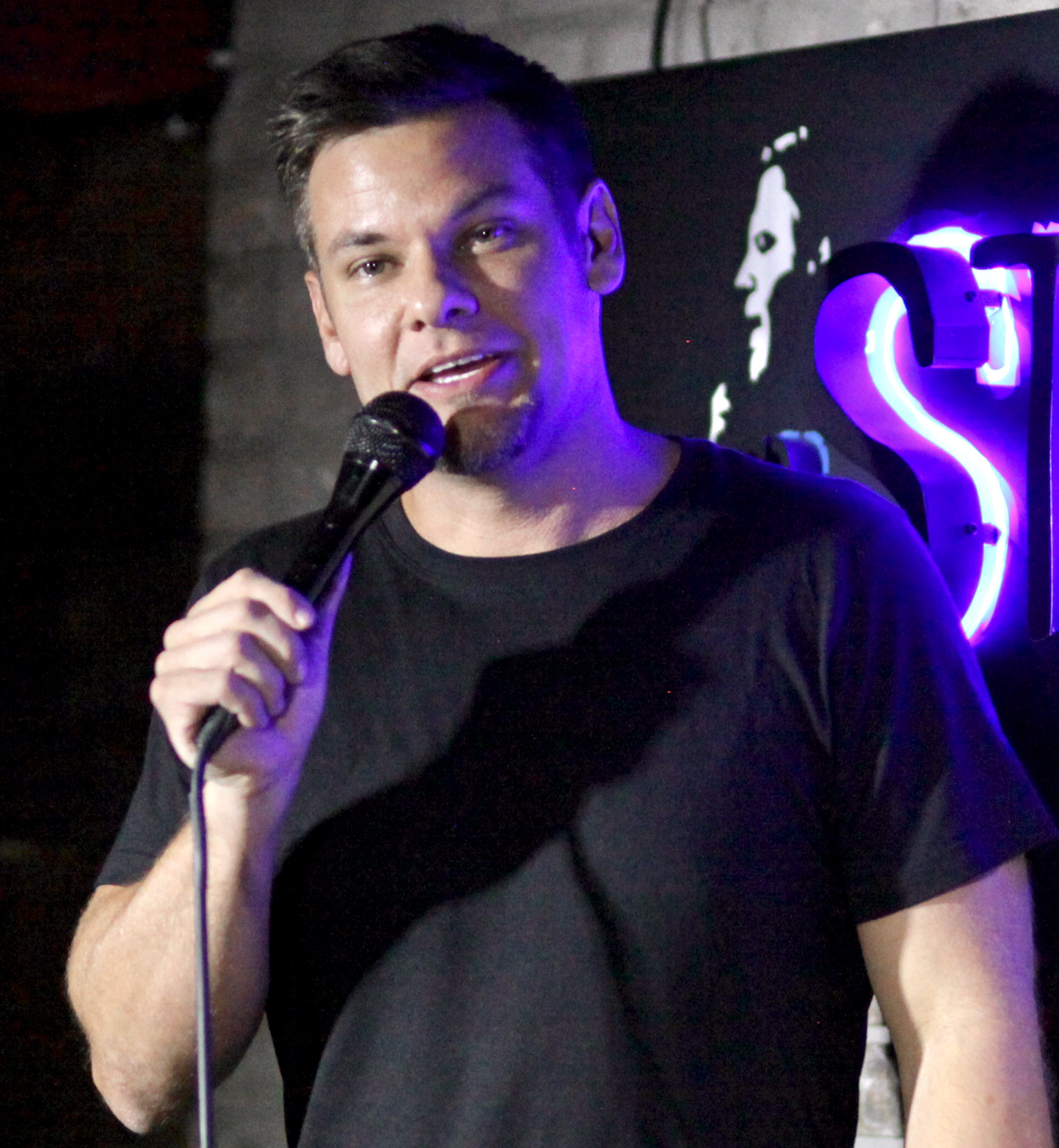
Theo Von

Theo Von, eigentlich Theodor Capitani von Kurnatowski III (* 19. März 1980 in Covington, Louisiana) ist ein US-amerikanischer Komiker und Podcaster.

## Leben und Tätigkeit
Von wurde unter dem Namen Theodor Capitani von Kurnatowski als Sohn von Gina Capitani und Roland Theodor Achilles von Kurnatowski (1912–1996) im US-Bundesstaat Louisiana geboren. Er ist eigenen Angaben zufolge polnisch-nicaraguanischer Abstammung. Er wuchs in Covington zusammen mit einem älteren Bruder und zwei jüngeren Schwestern auf. Außerdem hatte er einen deutlich älteren Halbbruder, Roland von Kurnatowski Jr. (1951–2019), der durch einen Schusswaffenunfall bei der Jagd zu Tode kam, und er hat noch eine ältere Halbschwester, die Künstlerin ist.
Von wuchs in ärmlichen Verhältnissen auf. Als er vierzehn Jahre alt war, wurde er auf Antrag amtlich für volljährig erklärt. Die Highschool besuchte er in Mandeville. Anschließend studierte er an der Louisiana State University, der Loyola University New Orleans, der University of Arizona und am Santa Monica College. 2011 erhielt er einen Abschluss im Fach Städteplanung an der University of New Orleans.
Im Jahr 2000 begann Von in Reality-TV-Sendungen des Senders MTV aufzutreten, nachdem er auf dem Campus der Louisiana State University zufällig als geeigneter Kandidat hierfür entdeckt worden war. Zuerst wirkte er (2000) an der MTV’s Road Rules. Maximum Velocity Tour mit. Anschließend gehörte er von 2002 bis 2006 vier Staffeln lang zum ständigen Cast der Reality-Gameshow The Challenge. Die Staffeln der Jahre 2003 und 2004 beendete er jeweils als Gewinner der Show.
Parallel zu seiner Karriere im Reality-TV begann Von, sich als Komiker auszuprobieren: 2004 zog er nach Los Angeles, um sich fortan hauptberuflich als Komiker zu betätigen. Nach anfänglichen Schwierigkeiten sich von dem Image, eine Persönlichkeit des Reality-TVs zu sein, zu lösen, gelang es ihm schließlich in der Branche Fuß zu fassen: 2006 gewann er die vierte Staffel der Sendung Last Comic Standing, einer Show in der mehrere Komiker ihren act vortrugen und um die Gunst des Publikums buhlten, wobei derjenige aus der Gruppe der Wettstreitenden, den das Publikum als am unterhaltsamsten ansah, gewann. 2008 folgte ein ähnlicher Erfolg, als er die von Comedy Central ausgestrahlte Sendung Reality Bites Back gewann. In dieser Comedysendung traten die Mitglieder eines Ensembles aus Nachwuchskomikern in einem spielerischen Wettbewerb gegeneinander mit dem Ziel an, am Ende zum witzigsten Teilnehmer gekürt zu werden. Zu seinen Kontrahenten in der Show gehörten u. a. die später bekannt gewordenen Komiker Amy Schumer und Bert Kreischer. Aufgrund der Publicity, die diese und andere Auftritte in Massenmedien ihm brachte, konnte Von während der zweiten Hälfte der 2000er Jahre mit wachsendem Erfolg als Stand-Up-Komiker auf Tour gehen.
2011 übernahm Von die Moderation der von Yahoo! online ausgestrahlten Sendung Primetime in No Time. Von 2013 bis 2014 führte er durch die von TBS ausgestrahlte „versteckte Kamera“-Sendung Deal With It. Zu dieser Zeit begann er in Fernsehsendungen, meist des Sitcom-Formats, in kleinen Gastrollen aufzutreten. So bei Inside Amy Schumer und Why? with Hannibal Buress. 2016 veröffentlichte Von bei der Streamingplattform Netflix sein erstes einstündiges Comedyspecial No Offense, das er im Civic Theatre in New Orleans aufzeichnete.

### Tätigkeit als Podcaster
2011 probierte Von sich erstmals als Podcaster: Die Sendung The Comedy Sideshow, in der er Komiker und andere Unterhaltungskünstler interviewte, wurde bis November 2011 produziert und erreichte bis zu ihrer Einstellung 23 Episoden.
2015 begann Von zusammen mit dem Filmemacher Matthew Cole Weiss, den von beiden gemeinsam moderierten Podcast Allegedly with Theo Von & Cole Weiss zu produzieren, der drei Jahre lang, bis 2018 ausgestrahlt wurde und 123 Episoden erreichte.
Im Dezember 2016 begann Von schließlich mit der Produktion seines dritten und mit Abstand erfolgreichsten Podcasts This Past Weekend, der bis in die Gegenwart (2024) ausgestrahlt wird. This Past Weekend wird seither mehrfach wöchentlich aufgezeichnet und auf unterschiedlichen Wegen verbreitet. Die einzelnen Sendungen umfassen ausführliche Interviews mit Gästen sowie Segmente, in denen Von in längeren „Storytelling“-Monologen über ihm wichtig oder interessant erscheinende Erlebnisse seinerseits sowie über seine Gedanken zu unterschiedlichsten Fragen berichtet und Fanmails beantwortet. 2024 wurde die 500. Episode der Sendung veröffentlicht.
This Past Week wird häufig der „Manosphere“ zugerechnet, einer Gruppe von Von als Podcasts und über Internetplattformen, wie Youtube, verbreiteten Sendungen, die Mischungen aus Information und Unterhaltung bieten, deren Hörer/Zuschauer größtenteils jüngere Männer sind und die durch ihre Inhalte sowie durch den Stil und Habitus der Moderatoren angeblich tendenziell vor allem dezidiert „maskuline“ Interessen sowie ein dezidiert „maskulines“ Selbstverständnis und Lebensgefühl ansprechen, indem die Moderatoren – dieser Wahrnehmung zufolge – betont Eigenschaften zeigen, die vielfach von Leuten als „maskulin“ angesehen werden, wie „männlich“ konnotierte (physische) Kraft und Stärke, etwas raubeinig-lässig-schnoddrige Umgangsformen, derben Humor und wenig Achtung vor political correctness. Von wurde in einigen Analysen des Erfolgs seines Podcasts analog hiermit als eine Identifikationsfigur für junge, rechte, libertäre Amerikaner gekennzeichnet: „Von ist einer von ihnen, ein Hillbilly aus dem Süden Louisianas mit Vokuhila, der zwischen Genie und Wahnsinn changiert“.
Die Gäste, die Von in seinem Podcast im Rahmen von langen – oft zwei oder drei Stunden dauernden – Gesprächen in formlos-entspannter Atmosphäre interviewt, sind zum Teil Persönlichkeiten des öffentlichen Lebens, wie zum Beispiel führende Politiker oder bekannte Schauspieler, Rapper und Athleten, aber auch „gewöhnliche Menschen“ ohne öffentliche Bekanntheit, die über ihr jeweiliges Wirkungsfeld berichten, wie zum Beispiel ein Busfahrer, eine Schulköchin, ein Polizeibeamter oder „der Müllmann von nebenan“ (Die Welt). Eine europäische Betrachtung von Vons Podcast hat besonders seine Interviews mit Personen der zuletzt genannten Gruppe als instruktiv („erhellend“) bewertet, um die Vereinigten Staaten der Gegenwart und die Mentalität großer Teile ihrer Bevölkerung zu verstehen: „In diesen Interviews [von Von mit normalen Menschen] lernt man als Zuhörer mehr über die Hoffnungen und Nöte der amerikanischen Arbeiterklasse als in unzähligen politischen Sonntagsreden.“
Persönlichkeiten, die in Vons Sendung aufgetreten sind, sind u. a. der langjährige Senator und frühere Präsidentschaftskandidat Bernie Sanders (August 2024), der Umweltschützer und Impfskeptiker Robert F. Kennedy Jr., der Eishockeyspieler Wayne Gretzky und der Wrestler Logan Paul.
Vons Podcast erfreut sich großer kommerzieller Popularität: Die meisten Ausgaben erreichen mehrere Millionen Hörer/Zuschauer. Allein auf Youtube weist der Kanal der Sendung eine Abonnentenzahl von mehr als 3,5 Millionen (Stand 2024) auf.
Einen vierten Podcast startete Von im Dezember 2018 zusammen mit seinem Freund Brendan Schaub, einem Komiker. Die Sendung, die anfangs den Namen King and The Sting trug, wurde etwas über drei Jahre lang von den beiden gemeinsam als Duo moderiert, wobei Von an ihr parallel zu seinem Solo-Podcast mitwirkte. Die Erstausgabe der Sendung erreichte den 1. Platz in den iTunes-Podcast-Charts für die Vereinigten Staaten und erzielte zudem hohe Platzierungen im Vereinigten Königreich, in Kanada, Spanien und Australien. Im Januar 2022 nahmen sie mit Chris D'Elia einen dritten Moderator an Bord und änderten den Namen der Show in King and The Sting and Wing. Am 4. November 2022 schied Von als Moderator aus der Sendung aus, da er die erforderlichen Zeitverpflichtungen nicht mehr erfüllen zu können glaubte. An seiner Stelle übernahm der Schauspieler Erik Griffin den dritten Moderatorenposten und die Sendung wurde in The Golden Hour umbenannt.

### Engagement zur Präsidentschaftswahl 2024 der USA
Im Vorfeld der Präsidentschaftswahl in den Vereinigten Staaten im November 2024 absolvierten sowohl der Präsidentschaftskandidat der Republikanischen Partei, Donald Trump, als auch sein Vizepräsidentschaftskandidat, JD Vance, jeweils Auftritte in Vons Sendung (September 2024 bzw. Oktober 2024), während denen dieser sie ausführlich interviewte. Sein Gespräch mit Trump wurde mehr als 14 Millionen Mal aufgerufen. Die Auftritte der Kandidaten für die beiden Spitzenämter der US-Exekutive wurden von Medien, die diese kommentierten, häufig als Bestandteil einer wahrscheinlich von der Präsidentschaftskampagne von Donald Trump verfolgten Strategie gedeutet: Diese Strategie bestand, den Einschätzungen der besagten Kommentare zufolge, darin, gezielt um die Unterstützung der Bevölkerungsgruppe der jüngeren Männer bei der anstehenden Wahl zu werben, indem Trump und sein Sekundant in den letzten Monaten vor der Wahl eine große Anzahl von Auftritten in „alternativen Medien“ (in Abgrenzung zu den traditionellen Medien, wie den Kabelnachrichtensendern) absolvierten, um Angehörige dieser Bevölkerungsgruppe dazu zu motivieren, bei der Wahl für Trump zu stimmen. Hier hinter stand den genannten Einschätzungen von Medienanalysten zufolge das Kalkül, dass Sendungen, wie die von Von, von einer großen Zahl von jüngeren Männern konsumiert werden, die über traditionelle Medien für wahlkämpfende Politiker nur schwer zu erreichen sind, weil sie die traditionellen Medien gar nicht oder nur selten konsumieren, so dass die forcierte Präsenz eines Politikers in solchen alternativen Medien es diesem ermöglicht, sich Wählern zu zeigen, die über hergebrachte Wege der medialen Selbstpräsentation für Politiker wenig (oder gar nicht) angesprochen werden können. Dementsprechend traten Trump und Vance in der Endphase des Wahlkampfs auch in einer Anzahl anderer Podcasts mit ähnlichem Zuschnitt, wie dem von Von auf.
Nach Trumps Sieg bei der Präsidentschaftswahl vom November 2024 wurden sogar Analysen veröffentlicht (so zum Beispiel bei The Independent, in der Süddeutschen Zeitung und in der Frankfurter Rundschau), denen zufolge die Auftritte in „Manosphere“-Formaten, wie den Sendungen von Von und Joe Rogan, der ausschlaggebende Faktor waren, der Trump zu seinem Sieg verholfen hätte, indem diese ihm entscheidende Stimmen aus der Bevölkerungsgruppe der jüngeren Männer zugeführt hätten (Trump konnte 52 % der Stimmen der Männer unter 44 Jahren auf sich vereinigen). Die Berner Zeitung stellte in diesem Sinne die Frage in den Raum „Haben Podcasts die US-Wahl mitentschieden?“ und beantwortete diese mit der These „Podcasts dürften eine wesentliche Bedeutung für die Wiederwahl Trumps gehabt haben“, während Die Welt bereits im März 2024 Vons Show als „Der Podcast, der Trumps Amerika erklärt“ titulierte. Als potentieller Beleg für die Einschätzung, dass die Auftritte Trumps in Podcasts, wie dem von Von, erheblichen Einfluss auf den Wahlausgang gehabt haben könnten, wurde in verschiedenen Artikeln, die die Rolle der rechten Podcasts auf die Wahl betrachteten, ins Feld geführt, dass Dana White, einer der maßgeblichen Unterstützer von Trumps Wahlkampf, während der Siegesfeier, die Trump nach seinem Wahlsieg am Abend des 5. November 2024 abhielt, in einer Rede verkündete, dass er den Nelk Boys, Adin Ross, Theo Von und Joe Rogan dafür danken wolle, dass diese Trump während des Wahlkampfes eine Plattform in ihren Sendungen geboten hatten.

### Sonstige mediale Beachtung von Vons Podcast
Eine weitere Ausgabe von Vons Podcast, die größere mediale Aufmerksamkeit erfuhr, wurde im Oktober 2024 ausgestrahlt: In dieser Sendung berichtete der jüdisch kanadische Autor und Traumaforscher Gabor Maté ihm detailliert über das psychische Leid und die Traumatisierung, die viele palästinensische Kinder im Gazastreifen grundsätzlich seit vielen Jahren, verstärkt aber aufgrund des gewaltsamen Vorgehens des israelischen Militärs seit der im Oktober 2023 begonnenen Eskalation des israelisch-palästinensischen Dauerkonflikts, durchmachen und über die Folgen, die das von ihm beschriebene Leid und die beschriebenen Traumata für die Psyche der Betroffenen haben. Der Forscher erläuterte, das Traumata in sich noch entwickelnden Kindern häufig bewirken, dass diese sich selbst die Schuld für die Gefühle intensiven Schmerzes und intensiver Entfremdung zuschreiben, die sie erleben. Von brach daraufhin, sichtbar bewegt, in Tränen aus und bemerkte, wie fürchterlich es sei, wenn Kinder in Gaza auf das Herabfallen von Bomben mit dem Gefühl reagieren würden, was für schreckliche Geschöpfe sie sein müssten, um es zu verdienen, dass man sie bombardiere. Er fügte hinzu, dass sich die Situation in Gaza für ihn gefühlsmäßig so darstelle, „als ob sich da drüben ein Genozid abspielt“ („it feels like a genocide is going on over there.“).

## Veröffentlichungen
- No Offense, Comedy-Special, Netflix, 2016.
- 30lb Bag of Hamster Bones, Album, 2017.
- Regular People Comedy-Special, Netflix, 2021.